# 71e division d'infanterie (Allemagne)
Pour les articles homonymes, voir 71e division.
La 71e division d'Infanterie (en allemand : 71. Infanterie-Division ou 71. ID) est une des divisions d'infanterie de l'armée allemande (Wehrmacht) durant la Seconde Guerre mondiale.

## Création
La 71e division d'Infanterie est formée le 26 août 1939 à Hildesheim dans le Wehrkreis XI en tant qu'élément de la 2. Welle (2e vague de mobilisation).
Au printemps 1942, après une période de repos en France, la division est affectée au 51e corps d'armée de la 6e armée.
Elle participe à la seconde bataille de Kharkov puis à l'opération Fall Blau où elle participe aux combats dans la boucle de Don et parvient à Stalingrad dans les premiers jours de septembre.
Durant le mois de septembre 1942, l'unité est très impliquée dans la première phase de la bataille de Stalingrad pendant laquelle elle livre de très durs combats pour le contrôle du centre-ville (gare centrale, débarcadère principal, maison des spécialistes, maison Pavlov). C'est la première unité à briser la défense soviétique et elle n'est arrêtée qu'in extremis par l'intervention de la 13e division de fusiliers de la garde. Elle en ressort de ces combats totalement épuisée : début octobre il ne lui reste pas plus d'un tiers de son effectif combattant. Dès lors elle ne participera plus aux opérations offensives et prend en charge la défense du secteur sud de la ville.
Elle est encerclée dans la ville par l'opération Uranus et disparaît à la suite de la capitulation des forces allemandes du maréchal Paulus le 2 février 1943.
Elle est reconstituée par la suite le 17 février 1943 au Danemark.
Transférée en Italie en septembre 1943, la division est virtuellement détruite à Monte Cassino en mai 1944. Les survivants de la division capitulent devant les forces britanniques à Saint-Guy en Autriche en mai 1945.

## Organisation

### Commandants
| Date                              | Grade           | Commandant                         |
| --------------------------------- | --------------- | ---------------------------------- |
| 26 août 1939 - 14 octobre 1939    | Generalmajor    | Wolfgang Ziegler                   |
| 15 octobre 1939 - 10 octobre 1940 | Generalleutnant | Karl Weisenberger                  |
| 10 octobre 1940 - 15 février 1941 | Generalmajor    | Dr Phil. Friedrich Altrichter (de) |
| 15 février 1941 - 28 mars 1941    | Generalmajor    | Friedrich Herrlein                 |
| 28 mars 1941 - 25 janvier 1942    | Generalleutnant | Alexander von Hartmann (de)        |
| 25 janvier 1942 - 1er avril 1942  | Oberst          | Max Schrank                        |
| 1er avril 1942 - 26 janvier 1943  | Generalleutnant | Alexander von Hartmann (de)        |
| 26 janvier 1943 - 31 janvier 1943 | Generalmajor    | Dipl. Ing. Fritz Roske             |
| ? 1943 - ? 1943                   | Generalmajor    | von Papenau                        |
| 15 mars 1943 - 10 janvier 1945    | Generalleutnant | Wilhelm Raapke                     |
| 10 janvier 1945 - ? 1945          | Generalmajor    | Eberhard von Schuckmann            |

## Théâtres d'opérations
- Mur de l'Ouest : septembre 1939-mai 1940
- France : mai 1940-juin 1941
- Front de l'Est, secteur Sud : juin 1941-octobre 1941
- France : octobre 1941-avril 1942
- Front de l'Est, secteur Sud : avril 1942-octobre 1942
- Stalingrad : octobre 1942-janvier 1943
- Danemark : mars 1943-août 1943
- Slovénie : août 1943-septembre 1943
- Italie : septembre 1943-décembre 1944
- Hongrie et Autriche : décembre 1944-mai 1945

## Ordres de bataille
1939
- Infanterie-Regiment 191
- Infanterie-Regiment 194
- Infanterie-Regiment 211
- Aufklärungs-Abteilung 171
- Artillerie-Regiment 171
  - I. Abteilung
  - II. Abteilung
  - III. Abteilung
  - IV. Abteilung
- Pionier-Bataillon 171
- Panzerabwehr-Abteilung 171
- Nachrichten-Abteilung 171
- Versorgungseinheiten 171
- Aufklärungs-Abteilung 171
- Infanterie-Divisions-Nachrichten-Abteilung 171
- Infanterie-Divisions-Nachschubführer 171 mit z kleinen Kraftwagen-Kolonnen und 4 Fahrkolonnen
- Sanitätskompanien 1. und 2. / 171
- Feldlazarett 171
- Krankenkraftwagenzüge 1. und 2. / 171
- Nachschub-Kompanie 171
- Werkstatt-Kompanie 171
- Schlächterei-Kompanie 171
- Veterinär-Kompanie 171
- Bäckerei-Kompanie 171
- Feldpostamt 171

1942
- Grenadier-Regiment 191
- Grenadier-Regiment 194
- Grenadier-Regiment 211
- Radfahr-Abteilung 171
- Artillerie-Regiment 171
  - I. Abteilung
  - II. Abteilung
  - III. Abteilung
  - IV. Abteilung
- Pionier-Bataillon 171
- Panzerjäger-Abteilung 171
- Nachrichten-Abteilung 171
- Versorgungseinheiten 171

1943-1945
- Grenadier-Regiment 191
- Grenadier-Regiment 194
- Grenadier-Regiment 211
- Füsilier-Bataillon 171
- Artillerie-Regiment 171
  - I. Abteilung
  - II. Abteilung
  - III. Abteilung
  - IV. Abteilung
- Pionier-Bataillon 171
- Panzerjäger-Abteilung 171
- Nachrichten-Abteilung 171
- Feldersatz-Bataillon 171
- Versorgungseinheiten 171

## Décorations
Des membres de cette division ont été récompensés à titre personnel pour leurs faits de guerre :
- Agrafe de la liste d'honneur
  - 8
- Croix allemande
  - en Or : 57
- Croix de chevalier de la Croix de fer
  - 23